# Sawadaea bicornis

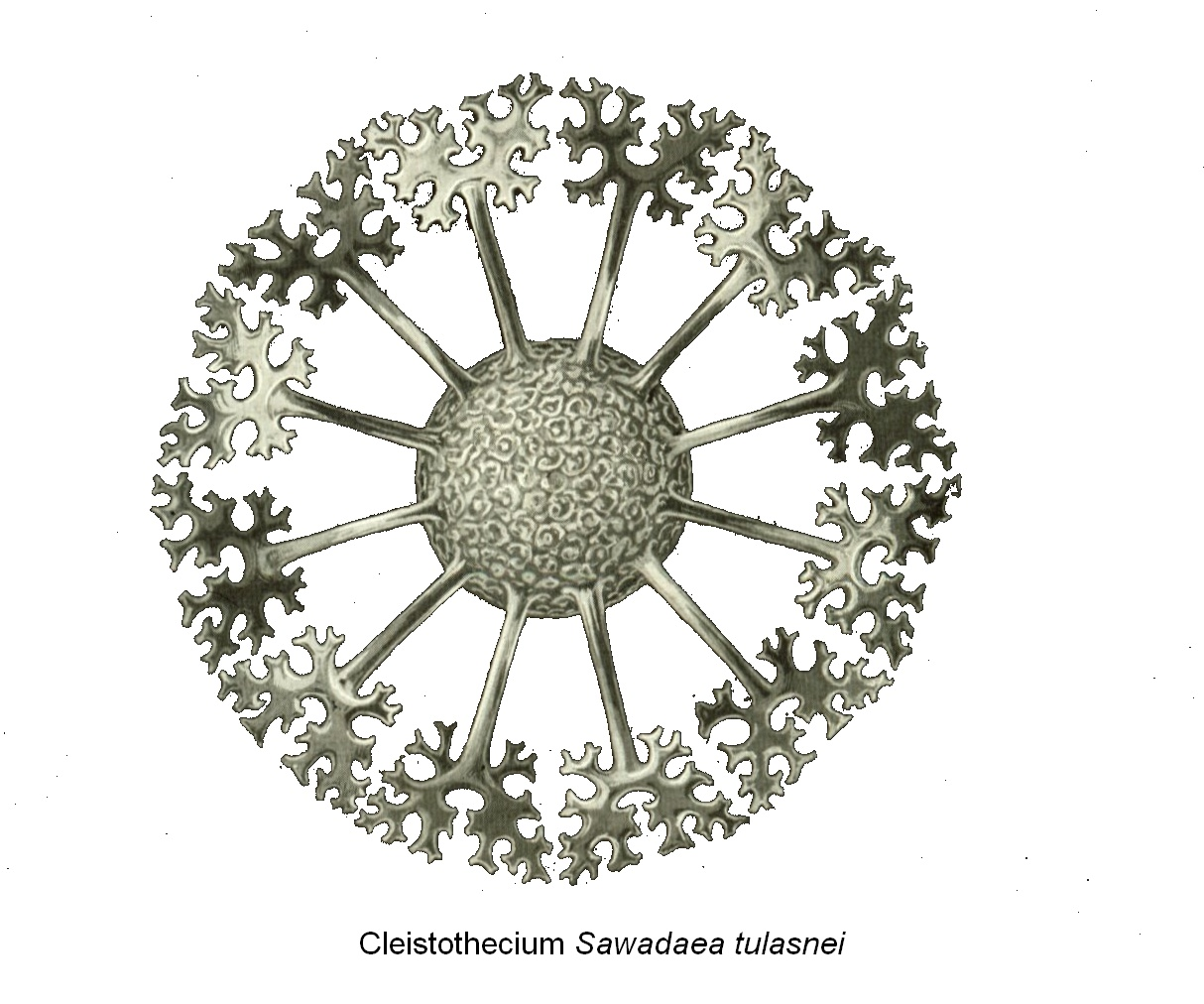
Rys. Klejstotecjum

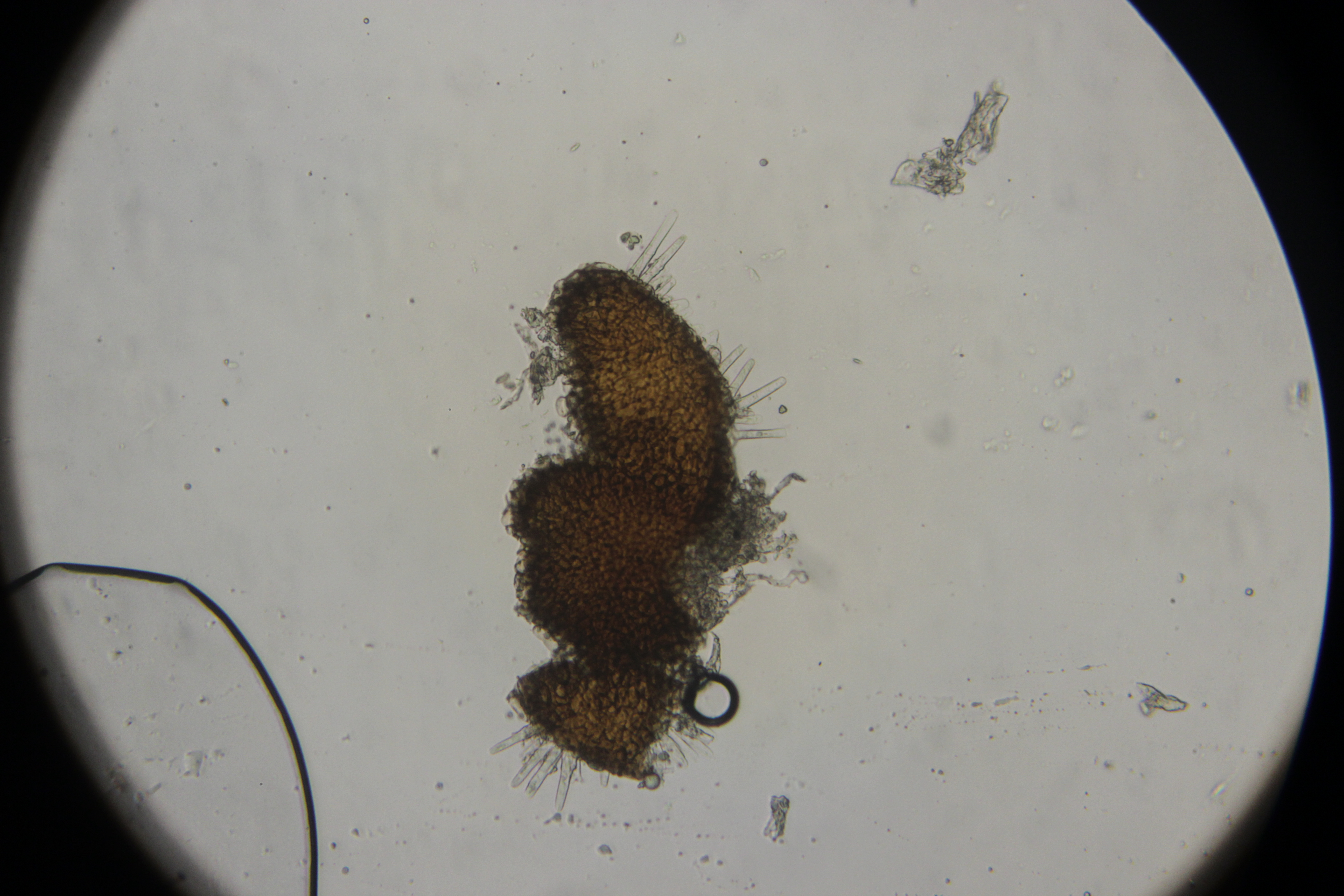
Zdjęcie mikroskopowe anamorfy

Sawadaea bicornis (Wallr.) Homma – gatunek grzyba z rodziny mączniakowatych (Erysiphaceae). Pasożytuje na klonach, powodując u nich chorobę zwaną mączniakiem prawdziwym.

## Systematyka i nazewnictwo
Pozycja w klasyfikacji według Index Fungorum: Sawadaea, Erysiphaceae, Helotiales, Leotiomycetidae, Leotiomycetes, Pezizomycotina, Ascomycota, Fungi.
Po raz pierwszy zdiagnozował go w 1819 r. Carl Friedrich Wilhelm Wallroth nadając mu nazwę Alphitomorpha bicornis. Obecną, uznaną przez Index Fungorum nazwę nadał mu Yasu Homma w 1937 r.
Synonimy:
- Alphitomorpha bicornis Wallr. 1819
- Erysiphe aceris DC. 1815
- Erysiphe bicornis (Wallr.) Fr. 1829
- Oidium aceris Rabenh. 1854
- Sawadaea aceris (DC.) Miyabe 1914
- Sawadaea negundinis Homma 1937
- Uncinula aceris (DC.) Sacc. 1882
- Uncinula bicornis (Wallr.) Lév. 1851
- Uncinula negundinis (Homma) F.L. Tai 1966

## Morfologia
Anamorfa
Jest pasożytem. Tworzy kolonie na obydwu stronach liści w postaci białych plam, czasem zanikających. Appressoria różnokształtne – brodawkowate lub klapowane, czasami niepozorne. Konidiofory wyprostowane, zazwyczaj z dwoma lub trzema niedojrzałymi konidiami u podstawy. Komórka bazalna o wymiarach (20) 30-50 × (6-) 7,5-10 µm. Konidia tworzą się w łańcuszkach. Są cienkościenne, aseptyczne, bez ciałek fibrozynowych, bez żelatynowej osłony i bez przydatków. Mają powierzchnię gładką lub słabo dendrycznie prążkowaną. Na przekroju poprzecznym są mniej więcej ośmiokątne, na przekroju podłużnym cylindryczno-elipsoidalne. Makrokonidia mają wymiary (20-) 25–35 (-38) × (12-) 13–18 (-22) µm. Powstają także, często na mniejszych konidioforach mikrokonidia o wymiarach (20-) 25–35 (-38) × (12-) 13–18 (-22) µm.
Teleomorfa
Jako saprotrof rozwija się na opadłych, obumarłych liściach. Klejstotecja z workami powstają w niewielkich skupiskach lub w rozproszeniu. Są kuliste lub nieco spłaszczone, o średnicy 150–180 (-200) µm. W stanie dojrzałym mają czarną powierzchnię. Osłonka ciemnobrązowa, zbudowana z grubościennych, wielokątnych komórek o średnicy 8–12 µm. Na jej górnej części występują hialinowe, grubościenne przyczepki. W stanie dojrzałym mają one długość do około 100 µm, zazwyczaj są w górnej części dwu lub trzykrotnie rozwidlone, rzadko zdarzają się rozgałęzienia potrójne. Górna część przydatków jest zwykle koliście lub nieco spiralnie zwinięta. W jednym klejstotecjum 6–12 kulistych lub gruszkowatych worków o wymiarach 50–85 × 30–55 µm. Mają wierzchołek brodawkowaty, prawie siedzący, grubościenny, nieregularnie pękający. W worku po 8 cylindrycznych, cylindryczno-elipsoidalnych lub jajowato-cylindrycznych askospor. Są hialinowe, aseptyczne, cienkościenne, bez galaretowatej osłony i bez przydatków.

## Występowanie i siedlisko
Patogen szeroko rozprzestrzeniony. Występuje pospolicie w Europie i Azji, podano jego występowanie także w Ameryce Północnej i Południowej oraz na Nowej Zelandii.
S. bicornis występuje na różnych gatunkach klonów. Na klonie polnym jest bardzo pospolity. Okazjonalnie pojawia się także na kasztanowcu zwyczajnym.
Na klonach występuje także inny gatunek mączniakowca – Sawadaea tulasnei. Jest rzadszy. Odróżnia się nie tylko mikroskopowo, ale także nalotem. U S. tulasnei tworzy się on głównie na górnej powierzchni liści i nie jest matowy i mączysty, jak u S. bicornis, lecz lśniący, o ostro ograniczionych obrzeżach.